# Caoba-Zyklus
Der Caoba-Zyklus, auch Mahagoni-Zyklus ist ein sechsteiliger Romanzyklus des Autors B. Traven, verfasst zwischen 1930 und 1940. Die Werke erschienen in der Erstauflage in deutscher Sprache bei der sozialdemokratischen Büchergilde Gutenberg, lediglich der letzte Roman wurde von der Büchergilde abgelehnt, weil es sich nur um „eine Art Indianer- und Räubergeschichte handle“. Trotz mehrmaligem Protest Travens musste der Roman in einem anderen Verlagshaus erscheinen.

## Handlung, Figuren und Motive
Der Zyklus beschreibt das leidvolle Dasein indianischer Holzfäller im südlichen Mexiko um das Jahr 1910. Schuldknechtschaft, rassistische Unterdrückung und Rechtlosigkeit in quasi-feudalen Verhältnissen prägen das Dasein der Indianer. Irgendwann wird ihr Leben so unerträglich, dass eine Rebellion ausbricht. Die Holzfäller erschlagen ihre Aufseher, verlassen den Dschungel und formieren sich unter dem 21-jährigen „General“ Juan Mendez zu einer Revolutionsarmee. Die Romane bilden zwar einen Zyklus mit zeitlicher Abfolge, der in der Revolution kulminiert – jedoch sind die Werke gleichzeitig als in sich abgeschlossene Bücher lesbar, da Hauptfiguren und Schauplätze wechseln und jedes Werk eine in sich geschlossene Komposition hat. Dies ist bewusst so eingerichtet, da Traven sein proletarisches Zielpublikum nicht mit einem 1000-seitigen Mammutwerk überfordern wollte. 
Travens politischer Romanzyklus beschreibt detailliert und kenntnisreich die Ursachen der Mexikanischen Revolution des Jahres 1910/1911, bei der der Diktator Porfirio Diaz vom Volk gestürzt wurde. Der Caoba-Zyklus gibt eine einmalige Einsicht in die die Revolution auslösenden sozialen Ursachen. 
Die ersten vier Romane beleuchten die Situation der mexikanischen Indios und die Perspektivlosigkeit ihres Daseins. Ob nun Peon auf einer Finca, Gehilfe eines Kleinhändlers, Holzfäller auf einer „Monteria“ im Dschungel an der guatemaltekischen Grenze – stets ist ihr Leben geprägt von Hunger, Armut, Gewalt sowie der völligen persönlichen Abhängigkeit vom Herren, sei es der „Don“ auf der Finca oder der Aufseher im Holzfällercamp. Aufgrund dieser Lebensverhältnisse erscheinen Travens Figuren oft eher als Typus eines Kollektivs, angesichts des ständigen Kampfes ums Überleben bleibt ihnen kein Raum für die vorwiegend im bürgerlichen Roman abgehandelten Entwicklungsprobleme wie etwa Selbstzweifel, Liebeskummer, Versagensängste, Identitätsprobleme etc. 
Gleichwohl bleiben Travens Helden keine Stereotype – ihre Individualisierung findet in der Regel erst im Akt der Rebellion statt: durch das Aufbegehren lösen sie sich von der Masse ihrer weiterhin devot-unterwürfigen Genossen und lernen, eigene elementare Bedürfnisse zu formulieren. Jedoch erst die kollektive Rebellion bietet ihnen eine Chance, tatsächlich etwas gegen ihre Unterdrücker auszurichten.

## Interpretationen
Der Caoba-Zyklus, besonders die letzten beiden Romane, werden oft als Allegorie auf den Kampf gegen den europäischen Faschismus gedeutet. In der Tat trägt das Motiv des Volksaufstandes gegen die Diktatur antifaschistische Züge; insbesondere die Foltermethoden der Aufseher in den Holzfällercamps gleichen Beschreibungen von Misshandlungen politischer Gefangener, und an mehreren Stellen verweist der Roman explizit auf mexikanische „Konzentrationslager“ zur Isolierung und Vernichtung politischer Gegner der Diktatur. 
Traven schildert seine Indios als Proletarier. Trotz ihrer an mittelalterlich-feudale Verhältnisse erinnernden Abhängigkeit erscheinen sie eingebunden in ein regionales und weltweites Handelssystem, auf dem ihre Ausbeutung basiert. Die Mahagoniproduktion für Luxusartikel der industrialisierten Welt veranschaulicht verheerende Auswirkungen des Kapitalismus bis in die letzten Winkel des mexikanischen Dschungels.
Die Solidarität der Indios entspringt zunächst dieser gemeinsam erlittenen Unterdrückung, und erst in zweiter Linie sprachlich-kultureller Gemeinsamkeit. Travens Sichtweise orientiert damit eher anarchistisch/marxistisch als kulturalistisch. Traven weist als einer der ersten Schriftsteller auf den Zusammenhang zwischen Rassismus und Kapitalismus – eine Kritik, die vielfach erst mit der postmodernen Wende der 1980er Jahre von den Literatur- und Sozialwissenschaften nachvollzogen wurde.
Im Hinblick auf die seit den 1990er Jahren im Rahmen der Globalisierungskritik intensivierte Debatte um sklavenähnliche Arbeitsverhältnisse in der 3. Welt und die Überflussgesellschaft des Westens behält Travens Werk bis heute seine brennende Aktualität.

## Die Werke des Zyklus
- Der Karren. Berlin : Büchergilde Gutenberg 1931 DNB
- Regierung. Berlin : Büchergilde Gutenberg 1931  DNB
- Der Marsch ins Reich der Caoba : Ein Kriegsmarsch. Zürich ; Wien ; Prag : Büchergilde Gutenberg 1934 DNB (1954 verfilmt von Pedro Armendáriz)
- Die Troza. Zürich ; Prag : Büchergilde Gutenberg 1936 DNB
- Die Rebellion der Gehenkten. Zürich ; Prag : Büchergilde Gutenberg  1936 DNB
- Ein General kommt aus dem Dschungel. Amsterdam : De Lange 1940 DNB